# Universidade Sámi de Ciências Aplicadas

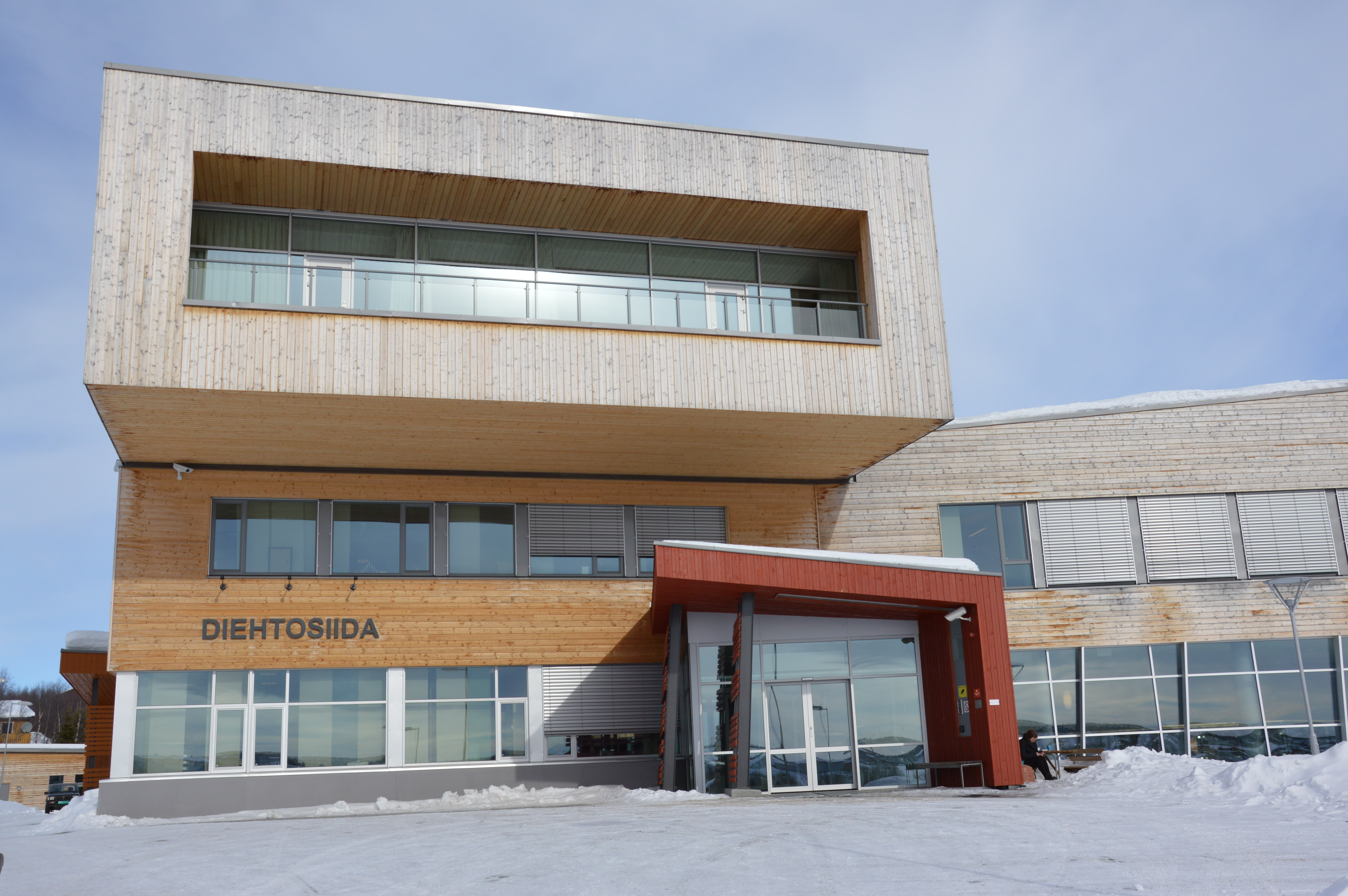
Exterior em 2013, Kautokeino

A Universidade Sámi de Ciências Aplicadas  (em lapão setentrional: Sámi allaskuvla, em norueguês: Samisk høgskole) situa-se na vila de Kautokeino no Condado de Finnmark, na Noruega.
A instituição, única com currículo exclusivamente em língua Sámi foi fundada em 1989.
Em 2005, o Instituto Nórdico Sámi (em lapão setentrional: Sámi instituhtta) foi incorporado à universidade.
Em 2018 contava com cerca de 270 estudantes e à volta duma centena de funcionários (incluindo docentes e pessoal administrativo). A Universidade Sámi de Ciências Aplicadas encontra-se atualmente sob a tutela do Parlamento Sámi da Noruega, co-financiada pelo governo central norueguês.
Pela sua especialização, este estabelecimento de ensino superior atrai alunos das quatro nações que abrangem o vasto território cultural Sápmi (conhecido como Lapónia anteriormente) cruzando as zonas do Ártico da Noruega, Suécia, Finlândia, e  Península de Cola no extremo noroeste da Rússia.
A faculdade oferece diferentes cursos em áreas como ensino, gestão, jornalismo, língua e Artesanato (Duodji em Sámi) aos níveis de Bacharelato e Mestrado.

## Links Externos
- Official Sámi University of Applied Sciences website (em inglês)

1. ↑  Vars, Elle Márjá (3 Novembro 1989). «- Ovttasbargu addá oadjesbasvuođa» [Student Representative: "Cooperation Creates Security"]. Sámi Áigi (em Sámi do Norte). 11 44 ed. p. 7
2. ↑  «Sámi instituhta sirdojuvvo allaskuvlii» [Nordic Sámi Institute Transferred to University]. Min Áigi (em Sámi do Norte). 13 (1). 5 Janeiro 2005. p. 3  – via Biblioteca Nacional da Noruega
3. ↑  Predefinição:Neahttagáldu